# Stephos pacificus
Stephos pacificus är en kräftdjursart som beskrevs av Susumu Ohtsuka och Hiromi 1987. Stephos pacificus ingår i släktet Stephos och familjen Stephidae. Inga underarter finns listade i Catalogue of Life.